# Мишурин, Алексей Александрович
Алексе́й Алекса́ндрович Мишу́рин (30 марта 1912, Мариуполь — 17 октября 1982, Киев) — украинский советский режиссёр и оператор игрового кино.

## Биография
Родился в Мариуполе в семье железнодорожника Александра Антоновича. Школьником вступил в Общество друзей советского кино, где среди молодых любителей киноискусства были Леонид Луков и Евгений Помещиков. Начиная с 1927 года работал учеником художника и киномехаником в одном из клубов Мариуполя, художником-карикатуристом и художником-оформителем на заводе «Азовсталь». Учился в художественно-индустриальной школе.
С 1932 года обучался на операторском факультете Киевского института кинематографии, который окончил в 1936 году. Параллельно с учёбой работал помощником оператора.
В 1937 году был принят на Киевскую студию художественных фильмов, начав с ассистента оператора на картине «Щорс» (1939). Из-за Великой Отечественной войны в конце 1941 года вместе с Киевской студией был эвакуирован в Ашхабад, где по 1944 год работал на  Ашхабадской киностудии. В послевоенный так называемый период малокартинья работал в качестве второго оператора на киноэпопее «Третий удар» (1948).
С 1956 года — режиссёр. Его фильм «Королева бензоколонки» стал одним из лидеров советского кинопроката 1963 года (5-е место).
Автор публикаций в различных профильных журналах и газетах.
Член КПСС с 1956 года.
Скончался 17 октября 1982 года в Киеве. Похоронен на Байковом Кладбище (участок № 33).
Дочь — Мария Мишурина (род. 1965), драматург и сценарист.

## Фильмография

### Режиссёр
- 1956 — Песни над Днепром (совместно с В. Вронским)
- 1959 — Годы молодые
- 1960 — Спасите наши души
- 1962 — Королева бензоколонки (совместно с Н. Литусом)
- 1964 — Звезда балета
- 1972 — Адрес вашего дома
- 1973 — Абитуриентка
- 1975 — Переходим к любви (совместно с О. Фиалко)
- 1976 — От и до
- 1978 — Дипломаты поневоле

### Оператор
- 1940 — Макар Нечай
- 1942 — Боевой киносборник № 9
- 1945 — Волшебный кристалл (совместно с Б. Муратовским)
- 1945 — В дальнем плавании
- 1950 — Щедрое лето
- 1952 — Концерт мастеров украинского искусства (совместно с Е. Андриканисом)
- 1952 — Максимка
- 1953 — Запорожец за Дунаем
- 1954 — «Богатырь» идёт в Марто
- 1955 — Мать
- 1956 — Песни над Днепром (совместно с А. Герасимовым)
- 1971 — Стальное колечко
- 1972 — Адрес вашего дома (совместно с А. Деряжным)

### Сценарист
- 1956 — Песни над Днепром

## Награды
- медаль «За трудовую доблесть» (6 марта 1950) — за выдающиеся заслуги в развитии советской кинематографии, в связи с 30-летием[7];
- орден «Знак Почёта» (24 ноября 1960)[источник не указан 1203 дня].